# Paso Robles
Paso Robles (nome completo: El Paso de Robles) è un centro abitato (City) degli Stati Uniti d'America, situato nella contea di San Luis Obispo dello Stato della California. All'inizio del 2010 la popolazione era di 30.072 abitanti.

## Geografia fisica
Secondo i rilevamenti dello United States Census Bureau, Paso Robles si estende su una superficie di 51,54 km².